# Ipomoea obtusata
Ipomoea obtusata är en vindeväxtart som beskrevs av August Heinrich Rudolf Grisebach. Ipomoea obtusata ingår i släktet praktvindor, och familjen vindeväxter. Inga underarter finns listade i Catalogue of Life.